# ين هيو
يُن هيو (بالهانغل: 윤휴، وبالهانجا: 尹鑴. ولد في 1617 ومات في 1680 كان سياسياً وعالما كونفشيوسياً وشاعراً في عهد مملكة جوسون. كان يُن القائد السياسي للفصيل الجنوبي. اسم ملاطفته هو بايكهو، وهاهون، وياهبو.
في سنة 1660 أصبح شخصية رئيسية في الصراع حول مسألة شعائر تأبين الملك هيوجونغ. في 1674 كان طرفاً رئيساً في صراع ظهر عند وفاة الملكة إنسون. في سنة 1680 دخل في صراع مع سونغ شي يول انتهى بنفي يُن إلى غابسان (갑산 - 甲山) وإعدامه في نفس السنة.